# Peter Sichel

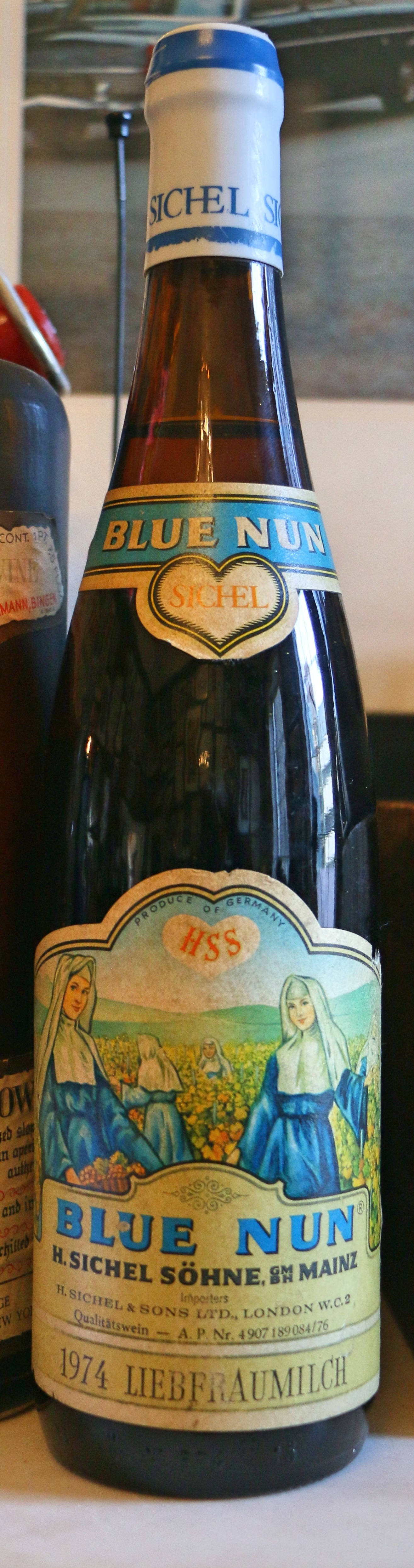
„Liebfraumilch“ der Marke Blue Nun von 1974

Peter Max Ferdinand Sichel (* 12. September 1922 in Mainz; † 24. Februar 2025 in New York City) war ein deutsch-amerikanischer Weinhändler und vorheriger US-Geheimagent. Bekannt wurde er durch die Weinmarke Blue Nun, die die Weißweincuvée Liebfraumilch in den USA bekannt machte, sowie als Chef der CIA-Niederlassung in West-Berlin in den 1950er Jahren. Sichel war zum Ende seines Lebens der letzte Überlebende des jüdischen Weinhandels in Deutschland aus der Zeit vor der Machtergreifung der Nationalsozialisten 1933.

## Werdegang

### Jugend
Peter Sichel wurde als Sohn einer Familie jüdischer Weinhändler, H. Sichel Söhne (HSS), in Mainz geboren. Das elterliche Unternehmen hatte Niederlassungen in London und Bordeaux (wo es noch heute aktiv ist). Peter Sichel besuchte zu Beginn der 1930er-Jahre die Stowe School in England und begann danach eine Ausbildung im Familienbetrieb in Bordeaux. Dort wurde er während des Zweiten Weltkriegs als sogenannter „feindlicher Ausländer“ interniert. Über Spanien und Portugal gelang ihm 1941 die Flucht in die USA, wo er sich freiwillig zum Armeedienst meldete.

### Geheimagent
Ab 1943 arbeitete Sichel für den US-Auslandsgeheimdienst OSS sowie dessen Nachfolgeorganisation, die CIA. Als Soldat kam er 1945 nach Deutschland zurück, wo er bis 1952 die Vertretung der CIA in West-Berlin leitete. Als Berliner CIA-Chef pflegte er informelle Gesprächskontakte zu Willy Brandt, dem späteren SPD-Fraktionsvorsitzenden Herbert Wehner, zu Kurt Schumacher, Jakob Kaiser, Ernst Lemmer und Hermann Ehlers. Bis 1959 war er für die CIA u. a. in Algier, Washington und Hongkong tätig.

### Weinhändler
Nach dem Ausscheiden aus dem Staatsdienst übernahm Peter Sichel 1959 die Leitung des Weinimports seiner Familie in New York. Im Gegensatz zu anderen jüdischen Weinhändlern hatte der Vater den Familienbetrieb während der Nazi-Zeit nicht verkauft; stattdessen wurde er enteignet, bekam aber die Weingüter nach dem Krieg zurück. In den 1950er Jahren erwarb ein Konsortium mehrerer Familien das bekannte Weingut Château Palmer.
In der neuen Funktion als Weinhändler machte Sichel ab den 1970er Jahren die Marke Blue Nun in den USA zu einem bekannten, erfolgreichen Wein – nicht zuletzt durch eine ausgefeilte Werbekampagne. Sichels Vater hatte die Marke entworfen, um nach dem Krieg auf den englischen Märkten wieder Fuß zu fassen. Der „Liebfraumilch“ genannte Verschnitt von Blue Nun bestand aus deutschen Weinen, und zwar aus Müller-Thurgau, Silvaner und Gewürztraminer. Blue Nun verkaufte jährlich etwa dreißig Millionen Flaschen in aller Welt, neben den USA auch in Australien, Japan und Skandinavien.
Sichel lebte bis zu seinem Tod in Manhattan. Seine Autobiografie hat den Titel Die Geheimnisse meiner drei Leben: Flüchtling, Geheimagent, Weinhändler.

## Popkulturelle Rezeption
Die Beastie Boys verewigten Peter Sichel 1992 auf ihrem Album Check Your Head. In dem knapp 30-sekündigen Skit The Blue Nun sampelte das New Yorker Trio einen von Sichel verfassten Hörspiel-Dialog und unterlegte ihn mit einem Hip-Hop-Beat („Our evening began in Peter Sichel’s comfortable study in his New York townhouse…“). Sichels Dialog war ursprünglich auf der nur zu Werbezwecken veröffentlichten Sprechplatte On Wine: How to Select & Serve von 1964 erschienen. Adam Yauch (MCA) von den Beastie Boys war mit Peters Tochter Sylvia Sichel befreundet und hatte dadurch von der Aufnahme gehört.
Die Beatles wiederum haben den Klang einer leeren Flasche „Blue Nun“ in dem Song Long, Long, Long verewigt. George Harrison erklärte den Klangeffekt in seiner Autobiografie I, Me, Mine:

“There was a bottle of ‚Blue Nun‘ wine on top of the Leslie speaker during the recording and when our Paul hit some organ note the Leslie started vibrating and the bottle rattling. You can hear it on the record – at the very end.”

„Während der Aufnahme stand eine Weinflasche ‚Blue Nun‘ auf dem Leslie-Lautsprecher, und als Paul einen Orgelton anschlug, begann der Rotationslautsprecher zu vibrieren und die Flasche zu klappern. Man kann es auf der Platte hören – ganz am Ende.“

Im Juni 2025 erschien der Dokumentarfilm The Last Spy, in dem Sichel über sein Leben erzählt. Hierbei führte Katharina Otto-Bernstein Regie und der Film feierte seine Premiere beim Filmfest München.

## Auszeichnungen
Für seine Dienste in der Central Intelligence Agency (CIA) wurde Sichel mit der Distinguished Intelligence Medal ausgezeichnet. Er war außerdem Mitglied des Culinary Institute of America (CIA).

## Schriften
- Zusammen mit Judy Ley: Which Wine: The Wine Drinker's Buying Guide, 1975, ISBN 0-06-013867-X.
- The Wines of Germany, 1980, ISBN 0-8038-8100-2.
- Die Geheimnisse meiner drei Leben. Flüchtling, Geheimagent, Weinhändler. Axel Dielmann-Verlag. Frankfurt/Main 2019. ISBN 978-3-86638-263-3.

## Diskografie
- Peter M. F. Sichel: On Wine: How to Select & Serve, Produzent: Sondra Bianca, Columbia Special Products (CSP 151), 1964.